# 野村丰和
野村丰和（1949年7月14日—）是一名日本男子柔道运动员。他在1972年慕尼黑夏季奥林匹克运动会中，参加了男子柔道比赛并获得70公斤级金牌。